# Löwendorf (Pemfling)
Löwendorf ist ein Gemeindeteil der Gemeinde Pemfling im Landkreis Cham des Regierungsbezirks Oberpfalz im Freistaat Bayern.

## Geografie
Löwendorf liegt 1 Kilometer westlich der Bundesstraße 22 und 5 Kilometer nördlich von Pemfling.

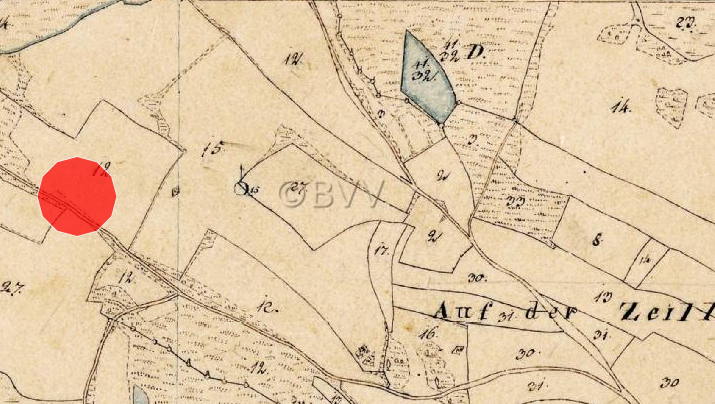
Burgstall Löwendorf

## Geschichte
Löwendorf (auch: Leubendorf, Lebenstein, Lebendorf) wurde 1345 erstmals erwähnt. Im Verzeichnis der Erträge des Klosters Schönthal von 1429 wurde Löwendorf aufgeführt. 1448 wurde Löwendorf als Sitz eines ritterbürtigen Geschlechtes bezeugt. Es war zu dieser Zeit im Besitz der Eittenharter. In den Landtafeln wurde Löwendorf bis zum Beginn des 17. Jahrhunderts nicht aufgeführt. Im Steuerbuch von 1590 wurde Löwendorf als zum Besitz der Familie Fuchs zugehörig unter der Hofmark Kager aufgeführt.
Anfang des 17. Jahrhunderts war Hans Georg von Marolding Inhaber von Löwendorf. Der Ort wurde jedoch vom Gericht verwaltet, da Marolding nicht katholisch war und im Zuge der Gegenreformation in den 1620er Jahren nach Regensburg emigrierte. Dort starb er 1632. Sein Sohn Christoph Jakob Marolding konvertierte zum Katholizismus, trat dann aber in schwedische Dienste.
Erst 1636 wurde Löwendorf als Hofmark bezeichnet. Im Spanischen Erbfolgekrieg wurde Löwendorf 1703 durch Truppen des Generals Schulenburg zerstört. 1752 gehörte Löwendorf zum Hinteren Amt des Gerichtes Cham. Löwendorf hatte 19 Anwesen, darunter 1 Wirt, 1 Schmiede, 1 Gemeinde-Hüthaus. Anfang des 19. Jahrhunderts gelangte Löwendorf zusammen mit Waffenbrunn in den Besitz der Familie Paur.
1808 wurde die Verordnung über das allgemeine Steuerprovisorium erlassen. Mit ihr wurde das Steuerwesen in Bayern neu geordnet und es wurden Steuerdistrikte gebildet. Dabei kam Löwendorf zum Steuerdistrikt Grafenkirchen. Der Steuerdistrikt Grafenkirchen umfasste die Orte Grafenkirchen, Birkmühle, Beutelsbach, Höllmühle, Löwendorf, Schmitzdorf.
1821 wurden im Landgericht Cham Gemeinden gebildet. Dabei kam Löwendorf zur landgerichtsunmittelbare Gemeinde Grafenkirchen. Die Gemeinde Grafenkirchen stimmte mit dem Steuerdistrikt Grafenkirchen überein. Bei der Gebietsreform in Bayern wurde 1978 die Gemeinde Grafenkirchen in die Gemeinde Pemfling eingegliedert.
Löwendorf gehört zur Pfarrkuratie St. Laurentius Grafenkirchen. Die Wolfgangskapelle in Löwendorf ist Nebenkirche zu Grafenkirchen. 1997 hatte Löwendorf 128 Katholiken.

## Einwohnerentwicklung ab 1838
| Jahr | Einwohner | Gebäude |
| ---- | --------- | ------- |
| 1838 | 155       | 19      |
| 1861 | 146       | 72      |
| 1871 | 121       | 36      |
| 1885 | 145       | 25      |
| 1900 | 111       | 22      |
| 1913 | 116       | 20      |

| Jahr | Einwohner | Gebäude |
| ---- | --------- | ------- |
| 1925 | 114       | 20      |
| 1950 | 127       | 21      |
| 1961 | 113       | 22      |
| 1970 | 120       | k. A.   |
| 1987 | 151       | 33      |
| 2011 | 168       | k. A.   |

## Tourismus, Bau- und Bodendenkmäler
Durch Löwendorf führen die Mountainbikewege MTB-Tour 13: Eixendorfer-Tour und MTB-Tour 23: 3-Gipfel-Tour.
Die Dorfkapelle St. Wolfgang in Löwendorf steht unter Denkmalschutz mit der Denkmalnummer D-3-72-146-24. Es handelt sich um einen traufständigen abgewalmten Satteldachbau mit Dachreiter, erbaut 1932.
Die Umgebung der Kapelle ist als Bodendenkmal ausgezeichnet mit der Denkmalnummer D-3-6641-0123. Hier gibt es archäologische Befunde der frühen Neuzeit, darunter die Spuren von Vorgängerbauten und älteren Bauphasen.
Am Nordrand von Löwendorf gibt es den mittelalterlichen Burgstall Löwendorf. Er ist als Bodendenkmal mit der Denkmalnummer D-3-6641-0047 ausgezeichnet. Allerdings ist die genaue Lage der ehemaligen Burg nicht ganz geklärt.
Ein mittelalterlicher Erdstall südöstlich von Löwendorf ist ebenfalls als Bodendenkmal anerkannt, Denkmalnummer D-3-6641-0046.